# Sân vận động Jalak Harupat
Sân vận động Si Jalak Harupat (tiếng Indonesia: Stadion Si Jalak Harupat) là một sân vận động đa năng nằm ở Kutawaringin, huyện Bandung, Tây Java, Indonesia. Sân hiện đang được sử dụng chủ yếu cho các trận đấu bóng đá. Sân vận động này là một trong những địa điểm tổ chức môn bóng đá nam của Đại hội Thể thao châu Á 2018.

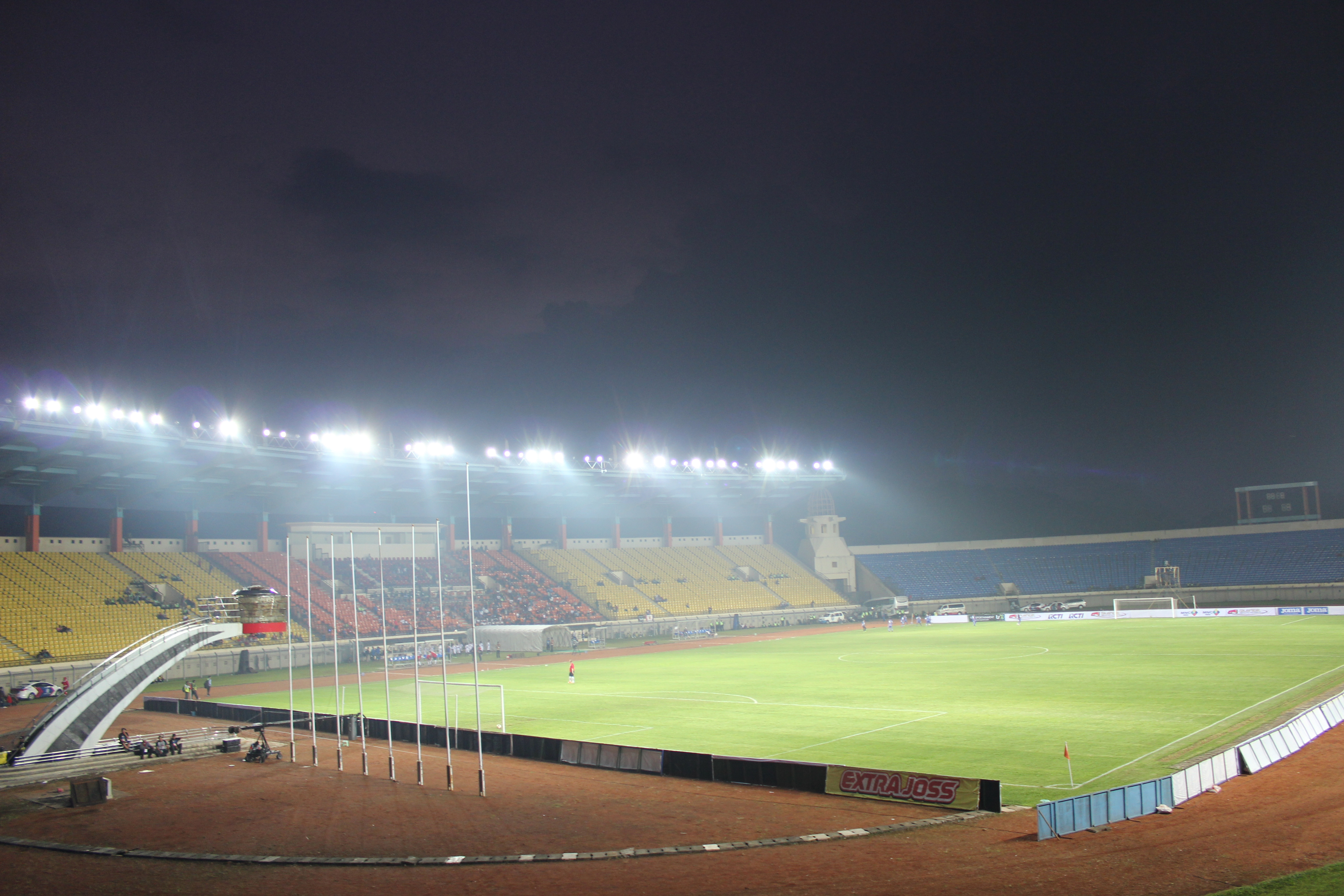
Sân vận động Si Jalak Harupat trong một trận đấu vào năm 2014

Đây là sân nhà của Persikab Kabupaten Bandung. Kể từ năm 2009, Persib Bandung bắt đầu thi đấu các trận đấu trên sân nhà tại đây. Sân vận động có sức chứa 30.100 người.
Sân sẽ tổ chức một số trận đấu của Giải vô địch bóng đá U-20 thế giới 2021.

## Kết quả giải đấu

### Giải vô địch bóng đá Đông Nam Á 2008
| Ngày                | Thời gian (UTC+07) | Đội #1  | Kết quả | Đội #2    | Vòng   | Khán giả |
| ------------------- | ------------------ | ------- | ------- | --------- | ------ | -------- |
| 9 tháng 12 năm 2008 | 19:30              | Myanmar | 3–2     | Campuchia | Bảng A | -        |

### Môn bóng đá nam Đại hội Thể thao châu Á 2018
| Ngày                | Thời gian (UTC+07) | Đội #1     | Kết quả | Đội #2     | Vòng   | Khán giả |
| ------------------- | ------------------ | ---------- | ------- | ---------- | ------ | -------- |
| 14 tháng 8 năm 2018 | 16:00              | Trung Quốc | 6–0     | Đông Timor | Bảng C | -        |
| 14 tháng 8 năm 2018 | 19:00              | UAE        | 1–0     | Syria      | Bảng C | -        |
| 16 tháng 8 năm 2018 | 16:00              | Đông Timor | 1–4     | UAE        | Bảng C | -        |
| 16 tháng 8 năm 2018 | 19:00              | Syria      | 0–3     | Trung Quốc | Bảng C | -        |
| 19 tháng 8 năm 2018 | 16:00              | Đông Timor | 2–5     | Syria      | Bảng C | -        |
| 19 tháng 8 năm 2018 | 19:00              | UAE        | 2–5     | Trung Quốc | Bảng C | -        |